# John Lundvik
John Lundvik (švedsko: [ˈjɔnː ˈlɵ̌nː(d)viːk, -vɪk]), švedski pevec, besedilopisec in nekdanji šprinter * 27. januar 1983.

## Zgodnje življnje
Lundvik se je rodil v Londonu, ko je bil star en teden, so ga posvojili švedski izseljenci v Združenem kraljestvu.  V Londonu je živel do šestega leta, ko se je njegova družina vrnila na Švedsko in se naselila v Växjöju.  Svojih bioloških staršev ni nikoli srečal. 
Lundvik je bil navdušen športnik. Leta 2005 je bil Lundvik član štafete 4 × 100 metrov, ki je osvojila bronasto medaljo na švedskem državnem prvenstvu. 

## Kariera
Lundvik je svojo glasbeno kariero začel leta 2010, ko je skomponiral pesem »When You Tell the World You're Mine« za poroko švedske prestolonaslednice Viktorije in Daniela Westlinga. 
Leta 2018 je Lundvik sodeloval na Melodifestivalen, švedskem nacionalnem izboru za Pesmi Evrovizije 2018 s pesmijo »My Turn«. Nastopil je v prvem polfinalu in se uvrstil v finale, kjer je zasedel tretje mesto. 
Leta 2019 je ponovno nastopil na Melodifestivalen. Na izboru je zmagal s pesmijo »Too Late For Love«.  Z zmago na izboru je postal predstavnik Švedske na Pesmi Evrovizije 2019 v Tel Avivu v Izraelu.  Nastopil je v drugem polfinalu, kjer je zasedel 3. mesto in se uvrsil v finale, kjer je končal na 5. mestu s 334 točkami. 
Istega leta je napisal tudi glasbo za pesem »Bigger Than Us«, ki jo je zapel predstavnik Združenega Kraljestva Michael Rice. Pesem je na Pesmi Evrovizije 2019 zasedla zadnje mesto s 11 točkami.  Dne 16. februarja 2020 je bilo objavljeno, da je Lundvik eden od avtorjev glasbe »Mon alliée (The Best in Me)«, francoske pesmi za Pesem Evrovizije 2020. Lundvik je leta 2020 sodeloval in zmagal v petnajsti sezoni švedskega plesnega šova Let's Dance. 
Leta 2022 je sodeloval na Melodifestivalen je sodeloval s skladbo »Änglavakt«. Nastopil je 12. februarja 2022 v prvem predizboru in se uvrstil v finale.  V finalu, 12. marca 2022 je zasedel 8. mesto s 60 točkami.

## Diskografija

### Studijski albumi
| »My Turn«                                                                         | - Objavljeno: 10. maja 2019 - Založba: Warner Music Sweden - Format: digitalni prenos           | 39 |
| »Välkommen jul«                                                                   | - Objavljeno: 29. oktobra 2021 - Založba: Giant, Warner Music Sweden - Format: digitalni prenos | —  |
| »—« označuje album, ki se ni uvrstil na lestvico ali ni bil izdan na tem ozemlju. |                                                                                                 |    |

### Pesmi
| Naslov                                                                             | Leto | Najvišja uvrstitev na lestvici | Najvišja uvrstitev na lestvici | Najvišja uvrstitev na lestvici | Najvišja uvrstitev na lestvici | Najvišja uvrstitev na lestvici | Najvišja uvrstitev na lestvici | Najvišja uvrstitev na lestvici | Album   |
| Naslov                                                                             | Leto | SWE                            | BEL                            | NLD                            | NOR                            | SCO                            | SWI                            | UK                             | Album   |
| ---------------------------------------------------------------------------------- | ---- | ------------------------------ | ------------------------------ | ------------------------------ | ------------------------------ | ------------------------------ | ------------------------------ | ------------------------------ | ------- |
| »Friday Saturday Sunday«                                                           | 2015 | —                              | —                              | —                              | —                              | —                              | —                              | —                              | —       |
| »Love Your Body«                                                                   | 2016 | —                              | —                              | —                              | —                              | —                              | —                              | —                              | —       |
| »All About the Games«                                                              | 2016 | —                              | —                              | —                              | —                              | —                              | —                              | —                              | —       |
| »With You«                                                                         | 2017 | —                              | —                              | —                              | —                              | —                              | —                              | —                              | —       |
| »Christmas«                                                                        | 2017 | —                              | —                              | —                              | —                              | —                              | —                              | —                              | —       |
| »My Turn«                                                                          | 2018 | 10                             | —                              | —                              | —                              | —                              | —                              | —                              | My Turn |
| »Too Late for Love«                                                                | 2019 | 1                              | 29                             | 49                             | 27                             | 40                             | 20                             | 38                             | My Turn |
| »One Night in Bangkok«                                                             | 2019 | —                              | —                              | —                              | —                              | —                              | —                              | —                              | —       |
| »Smålandssången«                                                                   | 2021 | —                              | —                              | —                              | —                              | —                              | —                              | —                              | —       |
| »Änglavakt«                                                                        | 2022 | 11                             | —                              | —                              | —                              | —                              | —                              | —                              | —       |
| »—« označuje singel, ki se ni uvrstil na lestvico ali ni bil izdan na tem ozemlju. |      |                                |                                |                                |                                |                                |                                |                                |         |